# Richelsley

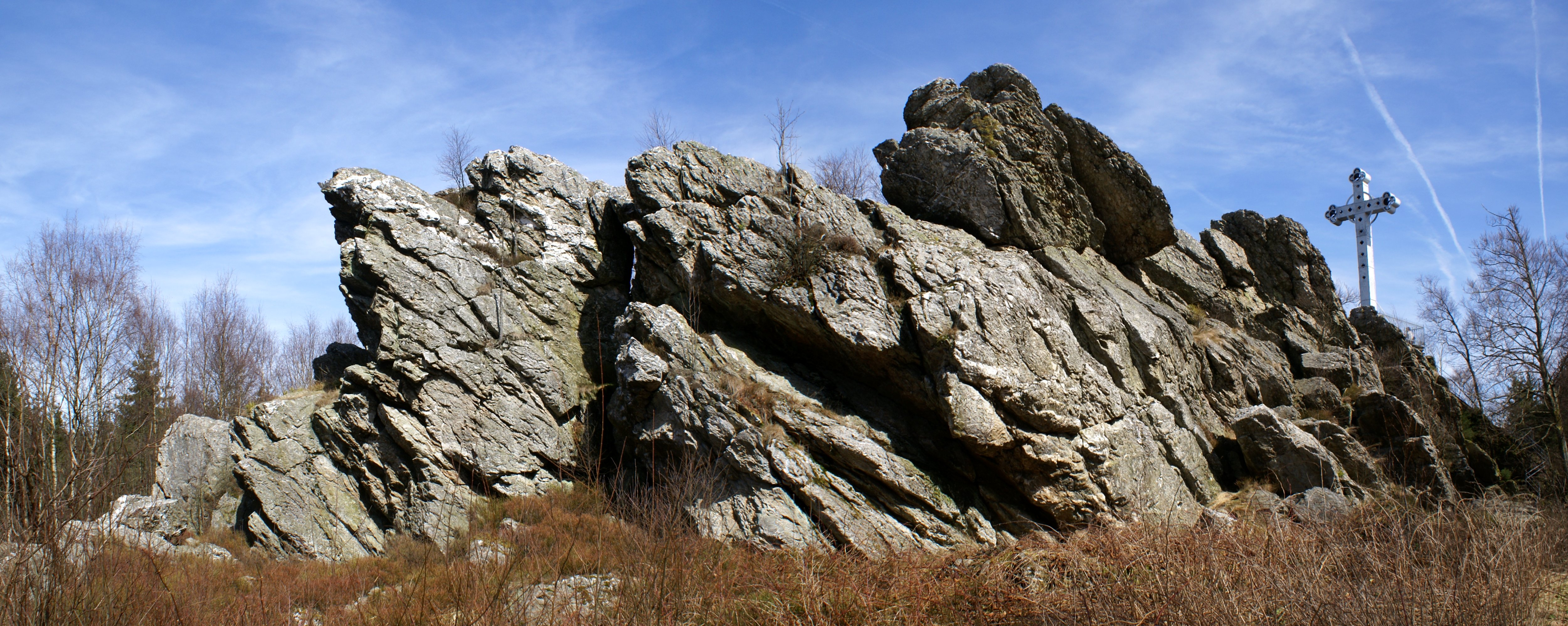
Le rocher Richelsley et Kreuz im Venn

Le rocher de Richelsley  est un important rocher isolé situé à l'est de la Belgique dans les Hautes Fagnes et faisant partie de la commune de Waimes. Sur ce rocher, se dresse une croix appelée Kreuz im Venn.

## Situation
Dressé au milieu des forêts de l'Eifel, ce rocher se situe à environ 800 m à vol d’oiseau au sud-ouest de l’ancien prieuré de Reichenstein situé en Allemagne, à 200 m de la frontière belgo-allemande et à 2,5 km au nord de Küchelscheid.

## Description
Ce rocher d'une longueur de 80 m et d'une hauteur de 12 m est formé de poudingues. L'arête rocheuse très acérée fait penser à des phyllades et des quartzites. On décrit souvent ce rocher en le divisant en trois parties : la face nord-est, la proue et la face sud-est. Il est repris comme étant le rocher le plus haut en altitude de Wallonie (560 m).
Le rocher est surmonté par une importante croix d'une hauteur de 6 m. Cette croix appelée Kreuz im Venn (la croix en Fagnes) a été dressée en 1890 par l'abbé de Kalterherberg, Gérard Joseph Arnoldy pour honorer la mémoire de Stéphan Horrichem (1639-1686), prieur à Reichenstein et artisan de la reconstruction de ce couvent. On accède à cette croix par un escalier partant de la face sud-est.
Une Vierge représentant Notre-Dame de Lourdes se niche dans une anfractuosité du rocher. Elle a été édifiée en 1894 par les paroissiens de Kalterherberg et se trouve sur la face nord-est. 
Le site est un lieu de culte surtout fréquenté par les Allemands.

## Source et lien externe
- Site officiel de Waimes
- « LE ROCHER DE RICHELSLEY », sur blogspot.com (consulté le 10 septembre 2020)